# Irodalmi Szemle
Az Irodalmi Szemle egy irodalmi és kritikai folyóirat. Periodicitása változó: 1958 és 1963 közt kéthavonta, 1964 óta évente 10 alkalommal, 1991-től havonta, 2014-től évi 11 rendes és egy dupla számmal jelenik meg. Online felülete önálló tartalmat is közöl.

## Tartalma
Sokáig a csehszlovákiai magyarság egyetlen magyar nyelvű irodalmi lapja volt, ez meghatározta tematikáját is, a magyar nemzeti kisebbség nemzeti és kulturális önismeretét segítette, s az irodalmi műfajok mellett a nyelvműveléssel, a néprajzzal, a történelemmel, a képző- és színházművészettel is foglalkozott. Figyelt a cseh és a szlovák irodalom értékeire, s kitekintett az anyaország és az egyetemes irodalom fő áramlataira. Jelenleg (2019) elsősorban kortárs irodalommal, kortárs és 20-21. századi irodalomtörténettel foglalkozik, de a korábbi korok irodalmára vonatkozó írásoknak, valamint a közép-európai irodalmaknak is helyet ad. A folyóirat képanyagát kortárs képzőművészek munkáiból válogatják. 
A folyóirat az anyaországi és a környező országokban élő magyar íróknak, nyelvészeknek, műfordítóknak is biztosított és biztosít publikálási lehetőséget.
Az orgánum egyik alapítója, s egyik szerkesztője (1958-1970) haláláig, Fábry Zoltán író, publicista, kritikus volt. Koncsol László irodalomkritikus 1966-1974-ig dolgozott a szerkesztőségben. Száz Pál író 2013 és 2016 között, Nagy Hajnal Csilla költő, író 2016 és 2019 között volt az Irodalmi Szemle szerkesztője.

## Szemmel tartva díj
Az Irodalmi Szemle szerkesztősége Mizser Attila főszerkesztő javaslatára 2019-ben „Szemmel tartva” néven vándordíjat alapított, azzal a céllal, hogy évente egy-egy fiatal alkotó, író, költő tevékenységére irányítsa a figyelmet, illetve segítse azt. Az elismerés keretében a díjazott nemcsak a Richard Aradský szobrászművész által készített plasztikát birtokolhatja egy éven át, hanem különleges figyelmet is kap a folyóirattól, amely egyrészt kiemelt print és online publikációs lehetőséget biztosít számára, másrészt vállalja, hogy – amennyiben a díjazott igényli – szakmai segítséget nyújt a pálya következő állomásához (egy kötet vagy projekt előkészítéséhez, illetve a meglévő munkák menedzseléséhez, közönségtalálkozók megvalósításához).
Díjazottak:
2019 Hizsnyai András [Andrung Heinzelmann] író, képzőművész
2020 Mellár Dávid költő

## Állományadatok
1958; 1959:1-4--1960:1-4; 1961:1-6--1963:1-6; 1964:1-10--20.1977:1-10; 21.1978:1-10; 22.1979:1-10--31.1988:1-10; 32.1989:1-6; 33.1990:1-10; 34.1991:1-12; 35.1992:1-12; 37.1994:1-12; 38.1995:1-10; 39.1996:1-8; 40.1997:1-12; 41.1998:1-7; 42.1999:1-12--47.2004:1-12; 48.2005:1-12; 49.2006:1-12--53.2010:1-12; 54.2011:1-11.

## Főszerkesztői
- Dobos László (1958-1967) alapító főszerkesztő
- Duba Gyula (1968-1982)
- Varga Erzsébet (1983-1989)
- Grendel Lajos (1990-1991)
- Tőzsér Árpád (1992-1996)
- Fónod Zoltán (1996-2010)
- Tóth László (2011-2013)
- Szalay Zoltán (2013-2016. június)
- Mizser Attila (2016. júliustól)